# Force aérienne bulgare
La force aérienne bulgare (bulgare : Военновъздушни сили, ВВС) est la composante aérienne des Forces armées bulgares.

## Histoire
La première unité aérienne du Royaume de Bulgarie est créée en 1906.
En 1912, lors de la Première Guerre balkanique, le pilote bulgare Christo Toprakchiev suggéra d’utiliser des avions pour lancer des « bombes » (appelées grenades dans l’armée bulgare à cette époque) sur les positions de l'armée ottomane. Le capitaine Siméon Petrov a développé l’idée et a créé plusieurs prototypes en adaptant différents types de grenades et en accroissant leur charge utile.
Le 16 octobre 1912, l’observateur Prodan Tarakchiev lança deux de ces bombes sur la gare turque de Karaağaç (près de la ville d'Edirne alors assiégée) à partir d’un avion Albatros F.2 piloté par Radul Milkov (es), pour la première fois dans cette guerre,.

Après une série de tests, Petrov a conçu le design final, avec un aérodynamisme amélioré, une queue en forme de X, et un fusée à contact. Cette version a été largement utilisée par l’armée de l’air bulgare pendant le siège d’Edirne. Une copie des plans a été vendue plus tard à l’Empire allemand et à la bombe, baptisée Chataldzha (Чаталджа), est resté en production en série jusqu’à la fin de la Première Guerre mondiale.

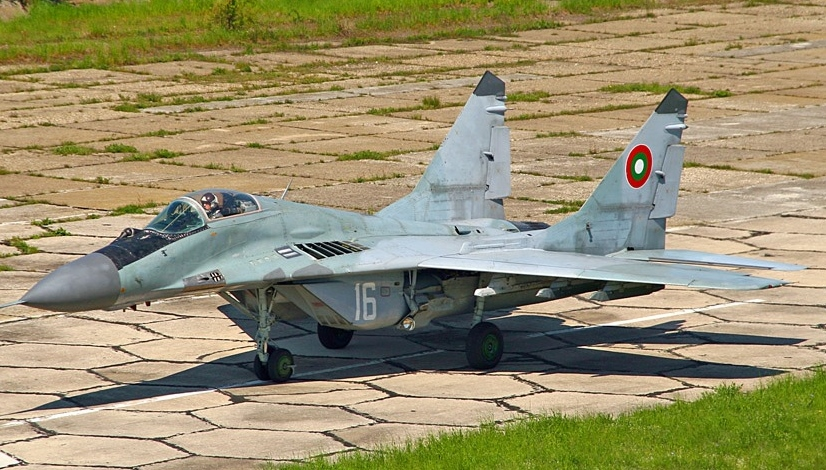
MIG-29 de l'armée de l'air Bulgare

Le 27 juillet 1955, deux MiG-15 abattent le vol 402 El Al, un avion de ligne Lockheed C-69 Constellation/Lockheed L-049 Constellation qui a pénétré accidentellement l'espace aérien bulgare, les 58 personnes à bord périssent.
Le 22 décembre 2018, le gouvernement bulgare opte finalement pour l’achat de 8 F-16V pour le remplacement des MiG-29 de conception soviétique. Un accord devrait être trouvé avec les États-Unis d'ici l'été selon les dires du ministre bulgare de la Défense, Krassimir Karakatchanov pour l'acquisition des avions car la proposition dépasserait le budget de 900 millions d'euros. Les six premiers F-16V doivent être livrés en 2023 et les deux derniers en 2024.

## Aéronefs
Les 61 appareils en service début 2020 sont les suivants:
| Aéronefs                  | Origine            | Type                     | En service      | Versions          |
| Avion de chasse           | Avion de chasse    | Avion de chasse          | Avion de chasse | Avion de chasse   |
| ------------------------- | ------------------ | ------------------------ | --------------- | ----------------- |
| Mikoyan-Gourevitch MiG-29 | Union soviétique   | Avion multirôle          | 153             | MiG-29AMiG-29UB   |
| Soukhoï Su-25             | Union soviétique   | Avion d'attaque au sol   | 62              | Su-25KSu-25UBK    |
| F-16 Fighting Falcon      | États-Unis         | Avion multirôle          | N/C             | F-16C/D Block 70  |
| Avion de reconnaissance   |                    |                          |                 |                   |
| Antonov An-30             | Union soviétique   | Avion de reconnaissance  | 1               |                   |
| Avion de transport        |                    |                          |                 |                   |
| Alenia C-27J Spartan      | Italie/ États-Unis | avion de transport       | 3               |                   |
| Let L-410 Turbolet        | Tchécoslovaquie    | avion de transport léger | 2               | L-410UVP-E        |
| Pilatus PC-12             | Suisse             | avion de transport léger | 1               | PC-12M            |
| Antonov An-2              | Union soviétique   | avion de transport léger | 1               | An-2T Colt        |
| Antonov An-26             | Union soviétique   | avion de transport       | 1               |                   |
| Avion d'entraînement      |                    |                          |                 |                   |
| Aero L-39 Albatros        | Tchécoslovaquie    | Avion d'entraînement     | 6               |                   |
| Pilatus PC-9              | Suisse             | Avion d'entraînement     | 6               | PC-9M             |
| Hélicoptère               |                    |                          |                 |                   |
| Aérospatiale AS532 Cougar | France             | Hélicoptère de transport | 12              |                   |
| Mil Mi-24                 | Union soviétique   | Hélicoptère de combat    | 6               | Mi-24D/V Hind D/E |
| Mil Mi-17                 | Union soviétique   | Hélicoptère de transport | 6               |                   |
| Bell 206                  | États-Unis         | Hélicoptère utilitaire   | 6               |                   |

### Bases aériennes
En activité : Base aérienne comte Ignatiev, la base aérienne Vrajdebna, la base aérienne de Kroumovo. Base aérienne Stara Zagora fermée en 2000, base aérienne Ravnets, fermée en 2001, la base aérienne Haskovo Malevo, fermée en 2002.